# All Nightmare Long
«All Nightmare Long» — 44-й сингл группы Metallica и 5-й сингл с их девятого студийного альбома Death Magnetic. Релиз состоялся 15 декабря 2008.
Премьера видео, режиссёром которого стал Роберт Шобер (Robert Schober), состоялась 7 декабря 2008 на официальном сайте группы и на Yahoo Video.

## Видео
В представленном клипе участники группы не появляются. Это повествование альтернативной истории. Попавшие на Землю после падения Тунгусского метеорита в 1908 споры внеземного происхождения попадают в руки к советским учёным. Споры принадлежат какому-то неизвестному виду червя. В ходе научных исследований обнаруживаются необычные свойства этих спор. Введённые в умершую ткань, они способны жить в ней, создавая иллюзию реанимации, оживления. Умершие организмы, будучи обработаны спорами, проявляют активность, даже агрессию по отношению к живым. Позже выясняется, что барий губителен для этого вида, таким образом, споры полностью под контролем советских учёных. После обнаружения этих свойств СССР пытается использовать эти материалы в качестве биологического оружия, однако драгоценные образцы теряются во время мировых войн. Позже, остатки их всё же обнаруживаются, и разрабатывается план нападения на США во время холодной войны. С высоты, недосягаемой для реактивных истребителей или ПВО, советский метеозонд распыляет споры над всей поверхностью США, что приводит к так называемому зомби-апокалипсису. Через некоторое время СССР предлагает помощь и устраивает зачистку местности. Сначала это распыление барий-мышьякового аэрозоля с воздуха, затем вторжение на сушу. Вселяющие страх советские машины, выдержанные в стилистике ретрофутуризма, уничтожают остатки агрессивной биомассы уже на земле. Работа уже почти завершена — советский пехотинец устанавливает гибрид флага США и СССР. Советский Союз теперь владеет всем миром.

### Происхождение видео
В одном из роликов, доступных на Metclub.com, Кирк Хэмметт рассказал о происхождении видео. Он купил фильм у фаната из России всего за $5 и вскоре забыл о нём. После того, как он вновь на него наткнулся и посмотрел, он был поражен. Русского языка Кирк не знал, поэтому попросил перевести субтитры русскую девушку одного своего приятеля. После этого Хэмметт пытался сопоставить видеоряд с каким-нибудь клипом «Металлики». Позже оказалось, что рассказ Хэмметта был выдумкой, направленной на раскрутку видео: фильм не был сделан в России, и Хэмметт не покупал его. Как заявил Роберт Шобер в интервью, некоторые части фильма, особенно те, где участвуют живые актёры, были сняты особым образом, для того чтобы они казались подлинными выдержками из старых советских документальных фильмов о Тунгусском метеорите. Субтитры и всё остальное на этом видео создают особую атмосферу. Хотя с созданием видеоряда идея и реализация действительно удались, вымышленность этой истории очевидна владеющим русским языком хотя бы потому, что слово «Тунгусский» в клипе не написано правильно ни единого раза.

### Смысл текста
В одном из интервью Джеймс Хэтфилд прокомментировал слова этой песни:

Это была попытка вернуться к Лавкрафтовским мифам, как это было раньше в композициях «The Thing That Should Not Be», «The Call of Ktulu». Это о Псах Тиндалоса, — ещё одной мозговзрывательной вещи, о тех волках, которые выходят на охоту в кошмарах, и единственный способ спастись от них, это оставаться под определённым углом.[уточнить] Ты даже не можешь убежать во сне.
Оригинальный текст (англ.)It was an attempt to get back to the H.P. Lovecraft mythos with «The Thing That Should Not Be», «Call of Ktulhu». This was about the Hounds of Tindalos, which was another crazy mind fuck about these wolves that hunt through their nightmares and the only way you can get away from them is stay with angels. You can’t even escape through sleep.
— 

## Список композиций
Диск 1
1. «All Nightmare Long» — 7:58
2. «Wherever I May Roam (Live)» — 6:37
3. «Master of Puppets (Live)» — 8:20

Диск 2
1. «All Nightmare Long» — 7:59
2. «Blackened (Live)» — 6:42
3. «Seek and Destroy (Live)» — 7:45

Диск 3 [DVD]
1. «All Nightmare Long»
2. «Berlin Magnetic [Documentary]»
3. «Rock Im Park 'Containter' Rehearsal»

Japanese EP
1. «All Nightmare Long» — 7:58
2. «Wherever I May Roam (Live)» — 6:37
3. «Master of Puppets (Live)» — 8:20
4. «Blackened (Live)» — 6:42
5. «Seek & Destroy (Live)» — 7:45

Maxi Single
1. «All Nightmare Long» — 8:01
2. «Master of Puppets (Live)» — 8:20
3. «Blackened (Live)» — 6:29
4. «Seek & Destroy (Live)» — 7:45

## Участники записи
1. Джеймс Хетфилд — вокал, ритм-гитара;
2. Кирк Хэмметт — соло-гитара;
3. Роберт Трухильо — бас-гитара, бэк-вокал;
4. Ларс Ульрих — ударные;
5. Рик Рубин — продюсер;
6. Тэд Джэнсен — мастеринг;
7. Грэг Фидельман — звукорежиссёр.

## Позиции в чартах
| Чарт (2009)                                  | Позиция |
| -------------------------------------------- | ------- |
| Австралия (ARIA)                             | 90      |
| Австрия (Ö3 Austria Top 40)                  | 51      |
| Бельгия/Фландрия (Ultratop 50)               | 27      |
| Бельгия/Валлония (Ultratop 50)               | 18      |
| Финляндия (Suomen virallinen lista)          | 11      |
| Франция (SNEP)                               | 55      |
| Германия (GfK)                               | 15      |
| Нидерланды (Single Top 100)                  | 7       |
| Испания (PROMUSICAE)                         | 6       |
| Швеция (Sverigetopplistan)                   | 44      |
| США (Billboard Hot Rock & Alternative Songs) | 28      |
| США (Billboard Mainstream Rock)              | 9       |